# Открытый чек
«Открытый чек» (другое название — «Мне хватит миллиона») — американская семейная комедия 1994 года, снятая студией Walt Disney Pictures и режиссёром Рупертом Уайнрайтом.

## Сюжет
Одиннадцатилетнему мальчишке хочется иметь свою отдельную комнату, но отец мечтает, чтобы его дети научились зарабатывать. И вот в комнате мальчика два его старших брата устраивают свой офис. А младшему брату не дают денег и все время твердят о том, что их надо зарабатывать. У парня мечта — достать миллион и купить собственный дом. Волей случая к нему действительно попадает миллион наличными, но беда в том, что деньги эти принадлежат злодеям и они, естественно, готовы пойти на все, чтобы их вернуть.

## В ролях
- Брайан Бонсалл — Престон Уотерс
- Джеймс Ребхорн — Фредерик Уотерс
- Джейн Аткинсон — Сандра Уотерс
- Мигель Феррер — Куигли
- Майкл Лернер — Эдвард Бидерман
- Тоун Лок — Джюс
- Рик Дукомман — Генри
- Майкл Фаустино — брат Престона
- Крис Деметрал — брат Престона